# Surinaamse Basketbal Associatie
De Surinaamse Basketbal Associatie (SBA), voorheen de Surinaamse Basketbal Bond (SBB), is de officiële sportbond voor basketbal in Suriname. De bond werd opgericht in 1947 en is gevestigd in Paramaribo. De bond is aangesloten bij FIBA Americas, de Amerikaanse tak van de internationale basketbalfederatie FIBA. De SBA is gevestigd op in de Ismay van Wilgen Sporthal aan de Gravenberchstraat 1.
De voorzitter van de SBA is Conrad Issa. Hij nam het roer begin 2019 over van Dilip Sardjoe.
De SBA organiseerde in 2018 de FIBA Women’s Caribbean Cup in het Nationaal Indoor Stadion.
Tijdens internationale wedstrijden wordt de SBA vertegenwoordigd door:
- het Surinaams basketbalteam (mannen) en
- het Surinaams basketbalteam (vrouwen).